# Ammopolia witzenmanni
Ammopolia witzenmanni är en fjärilsart som beskrevs av Standfuss. Ammopolia witzenmanni ingår i släktet Ammopolia och familjen nattflyn. Inga underarter finns listade i Catalogue of Life.